# Groupes d'action unificatrice
Les Groupes d'action unificatrice (Grupos de Acción Unificadora, GAU) était un mouvement de gauche actif en Uruguay au début des années 1970. Les GAU ont participé à la fondation du Frente Amplio (1967-1985).

## Histoire
Les GAU sont nés pendant l'époque du pachequisme, dans la continuité d'autres groupes de gauche qui avaient été rendus illégaux. Ils n'ont pas mené d'opérations armées comme les guérilleros Tupamaros, mais faisaient partie du regroupement appelé la "Tendance combative" au niveau syndical.
En 1971, les GAU ont participé à la fondation du Front large (Frente Amplio, FA). Entre ses membres se soulignent Enrique Blond, Martín Ponce de León, Juan Manuel Rodríguez, Héctor Rodríguez, Carlos Fasano. Ils n'ont pas eu d'expression électorale propre. Mais, en 1972 ils se sont clairement alignés sur les secteurs de l'Union Populaire, Liste 99, Mouvement 26 Mars, dans ce qui était appelé "la Corriente".
Le 27 octobre 1973, l'explosion d'une bombe dans la Faculté d'Ingénierie et Géométrie de Montevideo cause la mort jamais éclaircie de l'étudiant Marcos Caridad Jordán. Cet évènement amène la dictature à arrêter une grande partie des autorités universitaires, de nombreux militants étudiants et politiques, y compris une grande partie de la direction des GAU. En conséquence, une cinquantaine de personnes ont été arrêtées, parmi elles 25 ont été poursuivies. L'instruction s'est faite à charge, la justice militaire n'ayant jamais laissé place à d'autre hypothèses que leur culpabilité, et les a condamné à des peines allant jusqu'à neuf ans de prison.
Vers 1977, en pleine dictature civique-militaire, la marine uruguayenne a pris la direction de la répression politique, le corps des fusiliers marins (les FUSNA) est devenu central dans le dispositif. La même année les FUNSA lancent une offensive à l'encontre des militants des GAU, ainsi que d'autres groupes d'extrême gauche et quelques éléments des Montoneros argentins présents en Uruguay,.
Vers 1984, lors de la transition démocratique, les GAU s'intègrent à la Gauche Démocratique Indépendante, qui rassemblent des groupes minoritaires de l'extrême gauche uruguayenne, jusqu'alors dispersés. Avec le retour de la démocratie, l'action des GAU a commencé à s'estomper; en 1989 ils participent de la fondation du Vertiente Artiguista.

## Deseparecidosdes GAU
Les GAU ont été sévèrement réprimés par la dictature, on compte de nombreux desaparecidos parmi les rangs des militants, par ordre chronologique d'enlèvements.
1. Hugo Méndez, disparu le 15 juin 1976 à 31 ans,
2. José Enrique Michelena, disparu le 14 juin 1977 à 28 ans,
3. Graciela De Gouveia, disparue le 14 juin 1977 à 26 ans,
4. Fernando Martínez Santoro, disparu le 29 juillet 1977 à 26 ans,
5. Ruben Martínez Addiego, disparu le 29 novembre 1977 à 31 ans,
6. Alberto Corchs, disparu le 21 décembre 1977 à 31 ans,
7. Elena Lerena, disparue le 21 décembre à 30 ans,
8. Edmundo Dossetti, disparu le 21 décembre 1977 à 21 ans,
9. Ileana García, disparue le 21 décembre 1977 à 23 ans,
10. Alfredo Bosco Muñoz, disparu le 21 décembre 1977 à 24 ans,
11. Julio D'Elía, disparu le 22 décembre 1977 à 31 ans,
12. Yolanda Casco, disparue le 22 décembre 1977 à 31 ans,
13. Raúl Borelli, disparu le 22 décembre 1977 à 23 ans,
14. Gustavo Goycoechea, disparu le 23 décembre 1977 à 28 ans,
15. Graciela Basualdo, disparue le 23 décembre 1977 à 21 ans,
16. María Antonia Castro, disparue le 23 décembre 1977 à 29 ans,
17. Mario Martínez, disparu le 23 décembre 1977 à 34 ans,
18. Raúl Gámbaro, disparu le 27 décembre 1977 à 38 ans,
19. Gustavo Arce, disparu le 24 décembre 1977 à 29 ans[7].